# Ultra (Depeche-Mode-Album)
Ultra ist das neunte Studioalbum der Synthie-Pop-Band Depeche Mode. Es war das erste Album der Band nach dem Ausstieg von Alan Wilder 1995 und das zweite in der Besetzung Gore, Gahan und Fletcher nach A Broken Frame 1982.
Erste Aufnahmen begannen Mitte 1996, mussten aber wegen der Drogenprobleme von Dave Gahan immer wieder unterbrochen werden. Zu diesem Zeitpunkt rechneten viele mit einer Auflösung der Band. Doch nach Gahans Rehabilitation in einer Entzugsklinik wurde die Arbeit am Album abgeschlossen. Auf eine Tour verzichtete die Band allerdings, holte das aber schon 1998 nach der Veröffentlichung der Kompilation The Singles 86–98 nach. Als Produzent wurde Tim Simenon (auch als „Bomb the Bass“ bekannt) engagiert, der für die Band bereits seit 1988 zahlreiche Remixe produzierte. Außerdem füllten für die Aufnahmen verschiedene Studiomusiker wie der Keyboarder Dave Clayton die Lücke, die Alan Wilder hinterlassen hatte.
Ultra erreichte in vielen Ländern hohe Positionen in den Verkaufscharts, darunter Platz 1 in Deutschland und Großbritannien, Platz 5 in den USA.

## Titelliste
1. Barrel of a Gun – 5:35
2. The Love Thieves – 6:34
3. Home – 5:42
4. It’s No Good – 5:58
5. Uselink – 2:21
6. Useless – 5:12
7. Sister of Night – 6:04
8. Jazz Thieves – 2:54
9. Freestate – 6:44
10. The Bottom Line – 4:26
11. Insight – 6:26
12. Junior Painkiller – 2:11 (nicht aufgeführter Bonustrack)

Alle Lieder wurden von Martin Gore geschrieben, der auch die Songs Home und The Bottom Line singt. Die anderen Songs singt Dave Gahan, Uselink, Jazz Thieves und Junior Painkiller sind Instrumentalstücke.

## Singleauskopplungen
| Jahr | Titel           | Höchstplatzierung, Gesamtwochen, AuszeichnungChartplatzierungen (Jahr, Titel, , Platzierungen, Wochen, Auszeichnungen, Anmerkungen) | Höchstplatzierung, Gesamtwochen, AuszeichnungChartplatzierungen (Jahr, Titel, , Platzierungen, Wochen, Auszeichnungen, Anmerkungen) | Höchstplatzierung, Gesamtwochen, AuszeichnungChartplatzierungen (Jahr, Titel, , Platzierungen, Wochen, Auszeichnungen, Anmerkungen) | Höchstplatzierung, Gesamtwochen, AuszeichnungChartplatzierungen (Jahr, Titel, , Platzierungen, Wochen, Auszeichnungen, Anmerkungen) | Höchstplatzierung, Gesamtwochen, AuszeichnungChartplatzierungen (Jahr, Titel, , Platzierungen, Wochen, Auszeichnungen, Anmerkungen) | Anmerkungen                            | [↑]: gemeinsam behandelt mit vorhergehendem Eintrag; [←]: in beiden Charts platziert |
| Jahr | Titel           | DE | AT | CH | UK | US | Anmerkungen                            |                                                                                      |
| ---- | --------------- | --- | --- | --- | --- | --- | -------------------------------------- | ------------------------------------------------------------------------------------ |
| 1997 | Barrel of a Gun | DE3 (9 Wo.)DE | AT15 (5 Wo.)AT | CH30 (6 Wo.)CH | UK4 (10 Wo.)UK | US47 (5 Wo.)US | Erstveröffentlichung: 3. Februar 1997  |                                                                                      |
| 1997 | It’s No Good    | DE5 (13 Wo.)DE | AT28 (7 Wo.)AT | CH30 (10 Wo.)CH | UK5 (7 Wo.)UK | US38 (20 Wo.)US | Erstveröffentlichung: 31. März 1997    |                                                                                      |
| 1997 | Home            | DE11 (9 Wo.)DE | — | CH47 (1 Wo.)CH | UK23 (6 Wo.)UK | US88 (3 Wo.)US | Erstveröffentlichung: 16. Juni 1997    |                                                                                      |
| 1997 | Useless         | DE16 (5 Wo.)DE | — | — | UK28 (2 Wo.)UK[US: ↑] | US88 (3 Wo.)US | Erstveröffentlichung: 20. Oktober 1997 |                                                                                      |

Die Single-Version von Useless ist ein Remix von Alan Moulder. In den USA wurden Home und Useless zusammen als Doppel-A-Seite veröffentlicht.

## Setliste derUltra Parties1997
1. Barrel of a Gun
2. Useless
3. It’s No Good
4. Home
5. Never Let Me Down Again

## Setliste derThe Singles Tour1998
1. Painkiller (intro)
2. A Question of Time
3. World in My Eyes
4. Policy of Truth
5. It’s No Good
6. Never Let Me Down Again
7. Walking in My Shoes
8. Only When I Lose Myself
9. - A Question of Lust
  - Sister of Night
10. Home
11. Condemnation
12. In Your Room
13. Useless
14. Enjoy the Silence
15. Personal Jesus
16. Barrel of a Gun
17. Somebody
18. - Stripped
  - Behind the Wheel
19. I Feel You
20. Just Can’t Get Enough

## Wiederveröffentlichung: 5.1-Surround Sound
Am 1. Oktober 2007 veröffentlichte Mute das Album Ultra als Re-Issue in diesen 5.1-Mehrkanal-Formaten:

SACD:
- DSD 5.1 (Hybrid: Multi-Channel/Stereo)

DVD:
- DTS 5.1 (24bit/96k)
- Dolby Digital 5.1 (24bit)

5.1-Mixing und Engineering der meisten Depeche-Mode-Alben durch Kevin Paul in London.

Die DVD (Gesamtlaufzeit: ca. 120 Min.) enthält zusätzlich, neben dem Studioalben Ultra in Surround-Sound, folgendes Bonusmaterial:

Dokumentarfilm:

- Depeche Mode 1995–98: „Oh well, that’s the end of the band…“

Live in London, April 1997: in DTS 5.1 (24bit/96k) & Dolby digital 5.1 Surround (24bit)
- Barrel of a Gun
- It’s No Good
- Useless

Additional-Tracks: nur stereo
- Painkiller
- Slowblow
- Only When I Lose Myself
- Surrender
- Headstar

## Kommerzieller Erfolg

### Chartplatzierungen
| ChartsChartplatzierungen       | Höchstplatzierung | Wochen |
| ------------------------------ | ----------------- | ------ |
| Deutschland (GfK)              | 1 (24 Wo.)        | 24     |
| Österreich (Ö3)                | 5 (16 Wo.)        | 16     |
| Schweiz (IFPI)                 | 4 (15 Wo.)        | 15     |
| Vereinigte Staaten (Billboard) | 5 (19 Wo.)        | 19     |
| Vereinigtes Königreich (OCC)   | 1 (13 Wo.)        | 13     |

| ChartsJahrescharts (1997) | Platzierung |
| ------------------------- | ----------- |
| Deutschland (GfK)         | 17          |
| Österreich (Ö3)           | 38          |

### Auszeichnungen für Musikverkäufe
| Land/Region                  | Auszeichnungen für Musikverkäufe (Land/Region, Auszeichnung, Verkäufe) | Verkäufe  |
| ---------------------------- | ---------------------------------------------------------------------- | --------- |
| Belgien (BRMA)               | Gold                                                                   | (25.000)  |
| Deutschland (BVMI)           | Gold                                                                   | (250.000) |
| Europa (IFPI)                | Platin                                                                 | 1.000.000 |
| Frankreich (SNEP)            | Gold                                                                   | (100.000) |
| Italien (FIMI)               | Platin                                                                 | (100.000) |
| Schweden (IFPI)              | Gold                                                                   | (40.000)  |
| Schweiz (IFPI)               | Gold                                                                   | (25.000)  |
| Spanien (Promusicae)         | Gold                                                                   | (50.000)  |
| Vereinigte Staaten (RIAA)    | Gold                                                                   | 500.000   |
| Vereinigtes Königreich (BPI) | Gold                                                                   | (100.000) |
| Insgesamt                    | 8× Gold · 2× Platin ·                                                  | 1.500.000 |

Hauptartikel: Depeche Mode/Auszeichnungen für Musikverkäufe

## Trivia
- Das Album wurde in verschiedenen Studios in London, New York und Los Angeles aufgenommen.
- Aufgrund der Drogenprobleme Gahans wurde an Abbruch der Aufnahmen gedacht, die Songs wären dann mit Gore neu aufgenommen worden und als dessen Solo-Album erschienen.
- Nachdem seine Stimme von den Drogenproblemen stark in Mitleidenschaft gezogen wurde, nahm Dave Gahan erstmals in seinem Leben Gesangsunterricht.
- Der Song Sister of Night hat für Dave Gahan einen besonderen Stellenwert: „Ich kann hören, wie ängstlich ich war“, sagte er dem Q-Magazin im März 1997.[9]
- Der 10. Track des Albums The Bottom Line enthält in der Surround-Version (SACD/DVD) einen Sound, der auf der Stereo-Version nicht enthalten ist (Zeit der betroffenen Stelle: 1:59 – 2:00 Surround-rechts)
- Christian Eigner wurde für die Aufnahmen verpflichtet und unterstützt die Band seitdem bei allen Live-Auftritten am Schlagzeug.
- In dem Roman Fremde Seele, dunkler Wald von Reinhard Kaiser-Mühlecker hört der Protagonist Jakob das Album „in jeder freien Minute“, seit er die CD „unter Alexanders Sachen … gefunden hatte“.[10]
- Die Gründer des Ultra Music Festivals benannten ihr Elektronik-Event nach dem Album.[11]